# Stazione di Warwick
La stazione di Warwick (in inglese Warwick railway station) è la principale stazione ferroviaria di Warwick, in Inghilterra.